# Ramón Méndez (físico)
Ramón Méndez Galain (n. 1960) es un ingeniero electrónico y físico uruguayo conocido por su papel en la transición de Uruguay hacia las energías renovables.
Ganó lugar mediático cuando, siendo director de energía (2008-2015), transformó la generación eléctrica del país al 98% de renovables, reduciendo la dependencia de los combustibles fósiles importados, que situaron a Uruguay como modelo mundial de transición energética sostenible. Debido a esto, fue incluido en la lista de los 50 líderes mundiales de Fortune en 2016.

## Educación
Méndez estudió Ingeniería Electrónica en la Facultad de Ingeniería de la Universidad de la República (UdelaR) de Montevideo (1979-1982). Se licenció en Física en la Universidad de Grenoble, Francia (1982-1983), recibido con "mention Très Bien", único en 70 alumnos. Posteriormente obtuvo la maestría (1986) y el doctorado en Física (1989) en la Universidad Nacional de La Plata, Argentina. Su tesis doctoral se centró en la diferencia de masas neutrón-protón.

## Trayectoria profesional
Méndez realizó trabajos de investigación en física en Europa y América, especializándose en física de partículas y cosmología. Es autor de más de 50 artículos revisados por pares e impartió clases en universidades de Argentina, Brasil, Francia y Uruguay.
Como Director de Energía (2008-2015), fue designado durante una crisis energética, donde diseñó la Política Energética 2030 de Uruguay, ratificada por todos los partidos políticos.
Bajo su dirección, aumentó la generación de electricidad renovable del 39% (2008) al 98% (2015), con un aumento de la energía eólica del 1% al 34%. Se atrajeron 8.000 millones de dólares en inversiones (10% del PIB) y creó 50.000 puestos de trabajo. Se logró reducir los costes de generación en un 50%, implementando programas de acceso a la energía y logrando una electrificación del 99,8%.
Como Director de Cambio Climático (2015-2016), lideró las negociaciones de Uruguay en la COP21, contribuyendo al Acuerdo de París. Redactó la Política Climática Nacional 2050, cuyo objetivo es la neutralidad de carbono para 2030.
Entre 2016 y 2019 fue Director de Planificación de Montevideo, donde supervisó estrategias de resiliencia urbana y proyectos de infraestructura alineados con los Objetivos de Desarrollo Sostenible (ODS).
Algunos cargos que ocupó fueron: vicegobernador por Uruguay en el Organismo Internacional de Energía Atómica (2011-2013), Presidente de la Agencia Internacional de las Energías Renovables (IRENA, 2013-2014) y miembro de la junta directiva del Fondo Verde para el Clima (2015-2016), en representación de América Latina.
Actualmente Méndez forma parte de Ivy, una organización sin ánimo de lucro que él fundó, en donde se asesora a naciones latinoamericanas sobre transiciones energéticas. Además sigue manteniendo puestos como profesor en la UdelaR.

### Impacto en la transición energética de Uruguay
Ante la subida del precio del petróleo y la escasez de energía hidroeléctrica, Méndez dio prioridad a la energía eólica y solar. Un sistema informático propio gestionó las fuentes de energía intermitentes, integrándolas con las reservas hidroeléctricas.
El Presidente José Mujica consiguió el apoyo bipartidista a los objetivos energéticos a largo plazo.
En 2018, la matriz energética de Uruguay estaba compuesta por energía eólica (34%), hidráulica (50%), biomasa (12%), solar (3%) y combustibles fósiles (2%). La NASA destacó esta transición como la más rápida del mundo en materia de energías renovables.

### Contribución al desarrollo de la energía eólica
Antes de 2005, Uruguay no contaba con parques eólicos comerciales, a pesar de que expertos locales y académicos, como los de la Facultad de Ingeniería, habían señalado su potencial desde la década de 1990. Un primer molino experimental de 150 kW, instalado en el Cerro de los Caracoles en el año 2000, enfrentó demoras burocráticas y falta de apoyo estatal durante los gobiernos previos, que priorizaron un modelo de desregulación y privatización fallido, sin inversiones significativas en generación eléctrica por más de 15 años.
La situación cambió con los gobiernos del Frente Amplio (2005-2020), bajo los cuales Méndez participó en el diseño de políticas públicas que impulsaron las energías renovables. Entre 2007 y 2015, Uruguay pasó de no tener energía eólica a ser líder mundial en porcentaje de electricidad generada por el viento, alcanzando un 25% de su matriz energética. Este avance incluyó inversiones públicas y privadas, marcos regulatorios claros y la rehabilitación de empresas estatales como UTE. La estrategia permitió diversificar la matriz, reducir la dependencia del petróleo y bajar las tarifas, siendo reconocida internacionalmente como la "revolución energética uruguaya".